# Tour del Pays de Montbéliard
El Tour del Pays de Montbéliard es una carrera ciclista por etapas francesa disputada en los alrededores del departamento de Doubs. 
Fue creada en 2020. La carrera vino a remplazar al Grand Prix du Pays de Montbéliard que estaba organizado por el CC Étupes desde 2011.
En 2020, la primera edición fue organizada por el CC Étupes dentro del calendario nacional francés para ciclistas amateurs. En 2021, la carrera figuró en el calendario del UCI Europe Tour en categoría 2.2U reservada a ciclistas menores de 23 años. En 2022 se inscribió en el calendario UCI Europe Tour en categoría 2.2. eliminando la limitación de edad.
La carrera comprende un prólogo el viernes y dos etapas en formato de circuito el sábado y el domingo. 

## Palmarés
| Año  | Ganador             | Segundo         | Tercero         |
| ---- | ------------------- | --------------- | --------------- |
| 2020 | Stefan Bennett      | Stuart Balfour  | Clément Carisey |
| 2021 | Maurice Ballerstedt | Lorenzo Germani | Reuben Thompson |
| 2022 | Michael Kukrle      | Ewen Costiou    | Dylan George    |
| 2023 | Sten Van Gucht      | Martin Tjøtta   | Laurens Sweeck  |

## Palmarés por países
| País            | Victorias |
| --------------- | --------- |
| Francia         | 1         |
| Alemania        | 1         |
| República Checa | 1         |
| Bélgica         | 1         |